# Linia kolejowa Ostrava-Kunčice – Valašské Meziříčí
Linia kolejowa nr 302A – linia kolejowa w Czechach, biegnąca przez kraje: morawsko-śląski i zliński, od Ostrawy do Valašskégo Meziříčí.
Linia kolejowa powstała w dwóch etapach. W pierwszym, w 1871 roku powstało połączenie między Ostrawą a Frydkiem-Mistkiem. W drugim etapie na odcinku Frydek-Mistek – Valašské Meziříčí otwartym 1 czerwca 1888 roku, linia stała się częścią austriackiej Kolei Miast Morawsko-Śląskich, łączącej Kojetín na Morawach i Bielsko na Śląsku Cieszyńskim. Po 1920 roku i podziale Śląska Cieszyńskiego między Polskę i Czechosłowację, Kolej Miast Morawsko-Śląskich przestała istnieć jako spójna całość. Wówczas powstała linia kolejowa Ostrawa - Valašské Meziříčí.